# Pennisetum pseudotriticoides
Pennisetum pseudotriticoides är en gräsart som beskrevs av Aimée Antoinette Camus. Pennisetum pseudotriticoides ingår i släktet borstgräs, och familjen gräs. Inga underarter finns listade i Catalogue of Life.